# .lu
.lu je internetová národní doména nejvyššího řádu pro Lucembursko.